# 인터넷 전쟁
인터넷 전쟁은 서태지의 2번째 솔로 음반 《서태지 6집》의 4번째 트랙이다. 또한 2003년에 새로 리믹스한 〈인터넷 전쟁 (REMIX)〉도 있다.

## 노래

### 의미
서태지의 《울트라맨이야》에 수록된 곡인 〈인터넷 전쟁〉은 당시 막 보급화되고 있던 정보화 사회에서의 익명성으로 인한 문제점과 비인간적인 소모전, 유해 사이트 및 유해물로 인한 문제점을 비판하는 곡이다.

### 다른 버전
서태지는 6집의 〈아이템〉, 〈레고〉와 같은 브릿지 곡을 제외한 모든 곡을 재녹음했는데, 〈인터넷 전쟁〉도 다시 녹음하여 2003년 발매된 《6집 리레코딩 앨범》에 수록했다.
2007년 발매된 서태지의 15주년 기념 박스세트인 《& Seotaiji 15th Anniversary》에 포함되어 있는 6집에는 재 녹음한 버전의 〈인터넷 전쟁〉이 실려있고, 보너스 트랙으로 2003년에 새로 리믹스한 〈인터넷 전쟁 (REMIX)〉을 수록했다. 2009년 재발매된 6집은 이 박스세트를 개별 앨범으로 따로 발매한 것으로, 역시 2000년의 원곡이 아닌 다시 녹음한 〈인터넷 전쟁〉이 수록되어 있다.
《The Great 2008 Seotaiji Symphony》에서는 이 곡을 오케스트라와 협연하여 선보이기도 했다.

## 뮤직비디오
뮤직 비디오 제작은 서태지와 아이들의 〈Come Back Home〉, 서태지의 〈울트라맨이야〉 등을 만든 홍종호 감독이 맡았다. 또 2007년, 서태지의 15주년 기념 박스세트 《[&] Seotaiji 15th Anniversary》에 2003년 실황 공연과 뮤직 비디오를 함께 재편집한 인터넷 전쟁 (REMIX) 뮤직비디오가 노래와 함께 수록되었다.
- 인터넷 전쟁 뮤직비디오

## 같이 보기
- 서태지
- 서태지 6집
- & Seotaiji 15th Anniversary